# Liste der Kulturdenkmale in Pforzheim-Büchenbronn

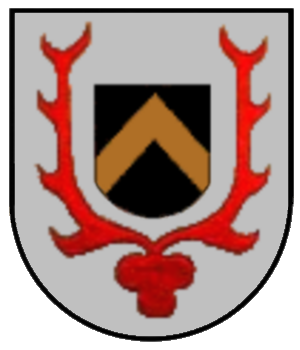
Wappen von Büchenbronn

In der Liste der Kulturdenkmale in Pforzheim-Büchenbronn werden alle unbeweglichen Bau- und Kunstdenkmale in Büchenbronn (Pforzheim) aufgelistet, die in der städtischen „Liste der Kulturdenkmale“ geführt sind.

## Liste
| Bild           | Bezeichnung                              | Lage                                                      | Datierung       | Beschreibung                                            | ID |
| -------------- | ---------------------------------------- | --------------------------------------------------------- | --------------- | ------------------------------------------------------- | -- |
|                | Gasthaus Alter Adler                     | Adlerstraße 8 (Flst.-Nr. 27)                              | 1808            | Geschützt nach § 2 DSchG                                |    |
|                | Wohnhaus mit Backhaus                    | Adlerstraße 14 (Flst.-Nr. 41)                             | 1803            | Geschützt nach § 2 DSchG                                |    |
|                | Ehemalige Schule                         | Am Kirchhof 9 (Flst.-Nr. 187)                             | 1902            | Geschützt nach § 2 DSchG                                |    |
| Weitere Bilder | Eiserner Aussichtsturm                   | Aussichtsturm auf der Büchenbronner Höhe (Flst.-Nr. 2961) | 1883            | Geschützt nach § 2 DSchG                                |    |
|                | Beutbach-Wasserversorgungsanlage         | Beutbachweg                                               | 1887            | Geschützt nach § 2 DSchG                                |    |
|                | Wohnhaus mit Scheune                     | Dillweißensteiner Straße 10 (Flst.-Nr. 138)               | 1710            | Geschützt nach § 2 DSchG                                |    |
|                | Ehemaliges Gasthaus Zur schönen Aussicht | Dillweißensteiner Straße 27 (Flst.-Nr. 2390)              | 1926            | Geschützt nach § 2 DSchG                                |    |
|                | Villa Bode mit Gartenpavillon und Mauer  | Elisabethstraße 1 (Flst.-Nr. 2722)                        | 1924            | Geschützt nach § 2 DSchG                                |    |
|                | Ehemaliges Forsthaus                     | Forsthausstraße 2 (Flst.-Nr. 198)                         | 1894            | Geschützt nach § 2 DSchG                                |    |
|                | Wohnhaus                                 | Friedrichstraße 48 (Flst.-Nr. 2992)                       | 1931            | Geschützt nach § 2 DSchG                                |    |
|                | Wohnhaus mit Scheune                     | Metzgerstraße 8 (Flst.-Nr. 7)                             | 1799            | Geschützt nach § 2 DSchG                                |    |
|                | Alter Friedhof mit Tor                   | Pfarrstraße (Flst.-Nr. 2238)                              | 1895            | Geschützt nach § 2 DSchG                                |    |
|                | Evangelisches Pfarrhaus                  | Pfarrstraße 7 (Flst.-Nr. 2236)                            | 1927            | Geschützt nach § 2 DSchG                                |    |
|                | Wegkreuz                                 | Pforzheimer Straße (Flst.-Nr. 2959)                       | 1887            | Geschützt nach § 2 DSchG                                |    |
| Weitere Bilder | Evangelische Bergkirche                  | Pforzheimer Straße 10 (Flst.-Nr. 184, 184/1)              | 1901            | Turm aus dem 14. Jahrhundert. Geschützt nach § 28 DSchG |    |
|                | Gasthaus Lamm                            | Pforzheimer Straße 19 (Flst.-Nr. 272/1)                   | 1899            | Geschützt nach § 2 DSchG                                |    |
|                | Wegkreuz                                 | Schömberger Straße (Flst.-Nr. 3743)                       | 15. Jahrhundert | Geschützt nach § 28 DSchG                               |    |